# Selandia (regione)
La Regione Selandia (in danese Region Sjælland) è una suddivisione amministrativa della Danimarca istituita il 1º gennaio 2007, che comprende la parte centro-meridionale dell'isola omonima, Lolland e altre isole minori. Il 1º gennaio 2027 le regioni di Hovedstaden e Selandia verranno accorpate nella Regione della Danimarca Orientale.

## Storia
La regione fu istituita in seguito alla riforma municipale danese che prevede che le vecchie contee vengano rimpiazzate da cinque regioni. Nel contempo i comuni di piccole dimensioni sono stati uniti per costituirne un numero minore, portando il numero di comuni dai precedenti 271 (solo Ærø 2006) agli attuali 98. La riforma è entrata in vigore il 1º gennaio 2007.

## Comuni
(Abitanti al 1º gennaio 2024)
- Faxe (37.753)
- Greve (52.157)
- Guldborgsund (59.759, capoluogo Nykøbing Falster)
- Holbæk (74.129)
- Kalundborg (48.309)
- Køge (62.848)
- Lejre (29.347)
- Lolland (39 632)
- Næstved (84.747)
- Odsherred (32.605)
- Ringsted (36.356)
- Roskilde (90.931)
- Slagelse (79.923)
- Solrød (24.579)
- Sorø (30.478)
- Stevns (23.649)
- Vordingborg (45.751)